# Long Lake, Lanark County
Long Lake är en sjö i Kanada.   Den ligger i countyt Lanark County och provinsen Ontario, i den sydöstra delen av landet, 80 km sydväst om huvudstaden Ottawa. Long Lake ligger 129 meter över havet. Den ligger vid sjön Round Lake.
I omgivningarna runt Long Lake växer i huvudsak lövfällande lövskog. Runt Long Lake är det glesbefolkat, med 8 invånare per kvadratkilometer.